# HD53056
HD53056 — хімічно пекулярна зоря спектрального класу A3, що має видиму зоряну величину в смузі V приблизно  7,5.
Вона  розташована на відстані близько 849,4 світлових років від Сонця.

## Пекулярний хімічний вміст
Зоряна атмосфера HD53056 має підвищений вміст 
Eu
.